# Église Santi Marco e Andrea a Nilo
L'église Santi Marco e Andrea a Nilo est une église baroque du centre historique de Naples dédiée à saint Marc et à saint André. Elle donne via Paladino.

## Histoire
L'église remonte à une première église du VIe siècle placée sous le vocable de saint Marc ad diaconam. C'était la résidence du sous-diacre épiscopal de cette région ecclésiastique et recteur du patrimoine de saint Pierre pour la Campanie, chargé de recueillir les rentes et de traiter des droits pontificaux dans le duché de Naples. Entre le VIIe siècle et le IXe siècle, l'église est redécorée de mosaïques, et un monastère annexe de religieuses arrivées de Constantinople est fondé. Il est dédié à la Vierge de Percejo. Plus tard, on y bâtit un hospice.
Entre le XIIe siècle et le XIIIe siècle, l'établissement est le siège des délibérations de prix pour les denrées alimentaires. En l'an 1300, les religieuses sont transférées dans le tout nouveau couvent Santa Maria Donnaromita. Au XVIe siècle, l'église devient la propriété de la corporation des taverniers et elle est complètement remaniée au XVIIIe siècle dans le goût baroque.
Après le tremblement de terre de 1980, l'église est restaurée par l'architecte Adriano de Rose, et fermée au culte.
Elle a rouvert récemment pour être affectée par l'archidiocèse de Naples au patriarcat orthodoxe de Bucarest.

## Description

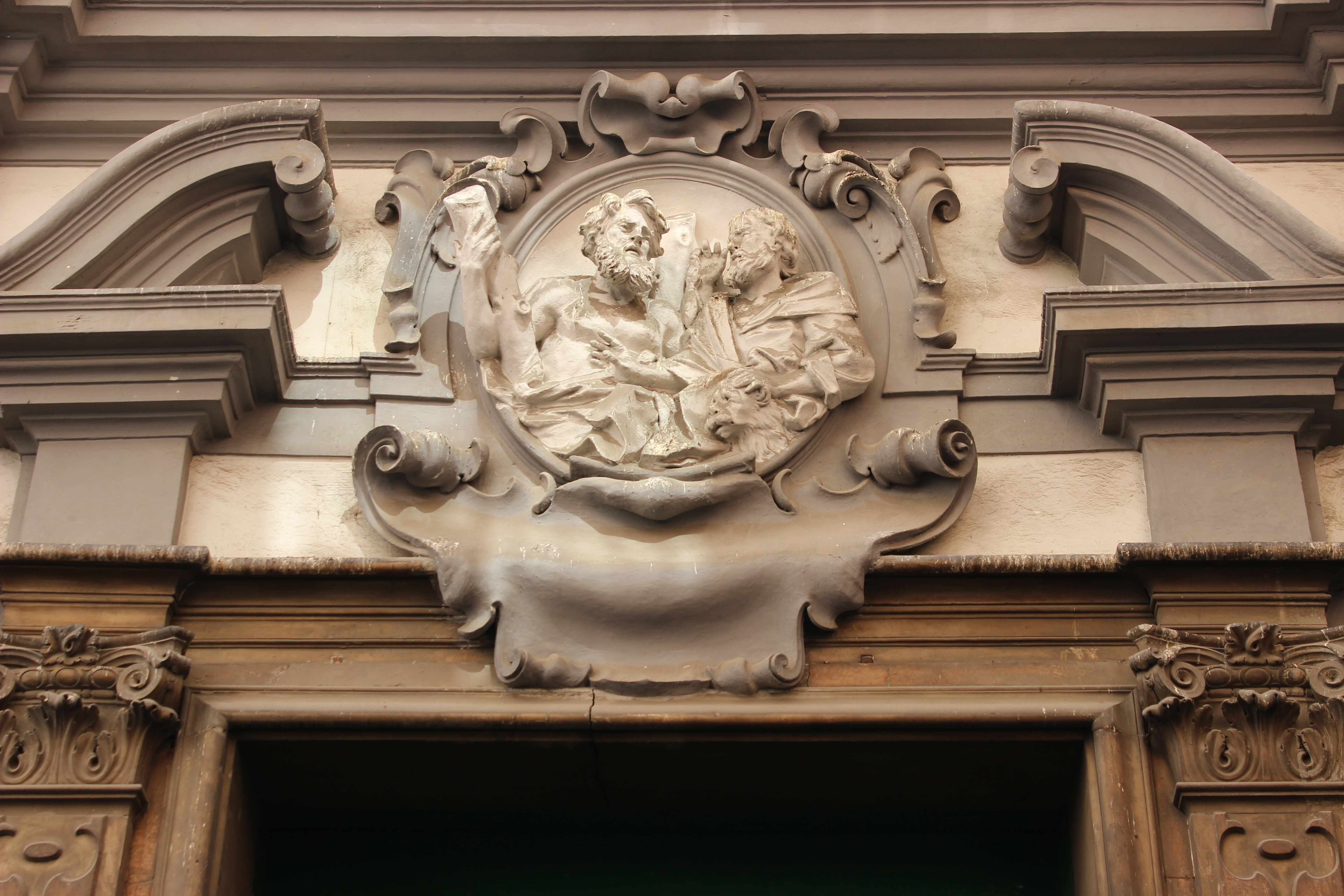
Bas-relief de stuc au-dessus du portail.

La façade de l'église présente deux ordres superposés, raccordés au milieu par d'exubérantes volutes, richement décorées vers l'extérieur. Au centre, s'ouvre un portail de piperno, de stuc et de marbre, avec au milieu au-dessus un ovale figurant les saints titulaires. Au milieu du second ordre se trouve une grande fenêtre rectangulaire décorée de stucs.
L'intérieur est à nef unique avec une chapelle de chaque côté. L'intérieur est plutôt sombre car tout un côté de fenêtres a été muré à cause de la construction récente d'un bâtiment donnant sur la piazzetta Nilo. L'intérieur est richement décoré de stucs du baroque tardif. Le maître-autel est de marbres polychromes. Au-dessus, on remarque un grand tableau de Francesco Curia figurant Saint Marc et saint André devant la Vierge. Derrière l'autel, se trouve un sarcophage chrétien du VIe siècle ayant servi à recueillir la dépouille de sainte Candide (martyre de la cité parthénopéenne en 78), avant qu'elle ne soit translatée en l'église Sant'Angelo a Nilo, voisine.